# Piedone - Uno sbirro a Napoli
Piedone - Uno sbirro a Napoli è uno spin-off e miniserie TV italiana creata da Peppe Fiore e diretta da Alessio Maria Federici. La miniserie segue le indagini a Napoli del personaggio Vincenzo Palmieri, allievo del compianto commissario Rizzo, interpretato da Bud Spencer in Piedone lo sbirro nel 1973 e nei suoi tre sequel.

## Personaggi e interpreti

### Personaggi principali
- Vincenzo Palmieri, interpretato da Salvatore Esposito. Ispettore di polizia un po’ ribelle che, una volta rientrato dalla Germania, riprende la caccia al boss Iodice che tutti credevano morto.
- Sonia Ascarelli, interpretata da Silvia D'Amico. Commissario del distaccamento del porto.
- Michele Noviello, interpretato da Fabio Balsamo. Vice ispettore e braccio destro di Palmieri.
- Valentina Capezio, interpretata da Susy Del Giudice. Altra poliziotta del distaccamento.
- Enrico Ruotolo, interpretata da Massimiliano Rossi. Vicequestore che supporta Palmieri.
- Carmine Scannella, interpretato da Antonio De Matteo. Amico d'infanzia di Vincenzo che, dopo un passato da piccolo criminale, ha aperto una palestra nel quartiere.
- Manuel Russo, interpretato da Vincenzo Antonucci. Collaboratore di Carmine che per fare soldi facili sceglie di lavorare per Iodice.
- Purpetiell, interpretato da Vittorio Ciorcalo. Pescivendolo e informatore di Palmieri.

### Personaggi secondari
- Cecile, interpretata da Gaia Scodellaro. Amica e ospite di Vincenzo; originaria della Costa d'Avorio, inizia una frequentazione con il vice ispettore Noviello.
- Maya, interpretata da Carla Ivon Ruffo. Figlia di Cecile.
- Peppe 'o zuopp, interpretato da Paolo Spezzaferri.
- Mcintosh, interpretato da Nello Nappi.
- Filomena Ruscello, interpretata da Enza Barra. Commerciante attenzionata da Palmieri perché sospettata di essere l'amante di Iodice.
- Edoardo Iodice, interpretato da Luigi Iacuzio. Boss che sarebbe morto in Brasile e che invece risulta essere vivo.
- Mark Grass, interpretato da David Paryla. Poliziotto tedesco che collabora con i colleghi napoletani.

## Puntate
| nº | Titolo           | Prima TV         |
| -- | ---------------- | ---------------- |
| 1  | Appucundria      | 2 dicembre 2024  |
| 2  | Scuorno          | 9 dicembre 2024  |
| 3  | Oltre il confine | 16 dicembre 2024 |
| 4  | Anema e core     | 23 dicembre 2024 |

## Trama

### Appucundria
Dopo aver lavorato in Germania, a Stoccarda, per quattro anni, Vincenzo Palmieri, erede spirituale del commissario Rizzo, detto Piedone, torna a Napoli convinto che il boss Edoardo Iodice 'O Muschillo, dato per morto in Brasile, sia ancora vivo e si nasconda proprio ai piedi del Vesuvio. Palmieri ha un conto in sospeso con Iodice, ma poiché è risultato morto in Brasile non può indagare su di lui in modo regolare ma proverà i suoi metodi anti-convenzionali. Nel frattempo, il vicequestore Enrico Ruotolo gli assegna il caso di un immigrato ucciso al porto, Mamadou Kouame. Vincenzo sarà affiancato dal vice ispettore Michele Noviello, ma dovrà rispondere in prima battuta al commissario Sonia Acciarelli, che invece è estremamente propensa alle regole, anche perché vorrebbe essere trasferita all'Antimafia. La squadra prima batte la pista della droga ma poi scopre che Mamadou aveva trasportato il cadavere di tale Stefano Guarino, morto nel corso di un'operazione in una clinica privata, all'ospedale per conto del direttore di Villa Sirena, Andrea Napolitano, il quale aveva poi eliminato l'immigrato dopo aver tentato invano di comprarne il silenzio.
- Altri interpreti: Gianpiero Alighiero Borgia (dott. De Paolis), Carmen Di Marzo (caposala Rosaria Ciriello), Marcello Romolo (primario policlinico), Agostino Chiummariello (Federico Guarino), Fabio Cocifoglia (Andrea Napolitano), Stephan Käfer (Havertz), Catello Buonocore (Vincenzo da bambino), Giovanni Errichiello (Carmine da bambino), Mamadou Falilou Niang (Mamadou Kouame).

### Scuorno
Al porto viene trovata morta una ragazza di 17 anni, Angela Laudadio. Vincenzo e Sonia, parlando con una sua compagna di danza, Daniela Giordano, scoprono che aveva partecipato a un festino e che era stato divulgato un video che le ritraevano mentre si drogavano, mentre si baciavano e facevano sesso. La Giordano è la figlia di un noto assessore e candidato in pectore alla presidenza della Regione, Roberto Giordano, il cui avvocato vorrebbe far ricadere la colpa proprio su Daniela puntando all'attenuante della tossicodipendenza. Palmieri e la Ascarelli riescono però a mettere l'avvocato Gravina all'angolo incolpandolo della morte di Angela con la quale aveva una relazione segreta. Nel frattempo Filomena Ruscello, commerciante e presunta amante di Iodice, si presenta al commissariato per sporgere denuncia perché qualcuno le è entrato in casa: si tratta di Palmieri che è sempre sulle tracce del boss.
- Altri interpreti: Flavia Gatti (Daniela Giordano), Francesca Montuori (Teresa Russo), Cloe Greta Lettieri (Angela Laudadio), Bernardo Casertano (Roberto Giordano), Diego D'Elia (avv. Bernardo Gravina).

### Oltre il confine
Palmieri viene redarguito dal commissario e dal vicequestore Ruotolo perché continua a sostenere che Iodice sia vivo (in effetti il suo amico Carmine ha visto uscire il boss da una pensione insieme all'amante e a Manuel scattando delle fotografie) ma per lui non ci saranno conseguenze perché c'è bisogno di risolvere un nuovo caso: un ragazzo spagnolo in vacanza a Napoli con due amici muore dopo aver assunto il fentanyl in una discoteca mentre altri giovani finiscono in terapia intensiva. Palmieri e la Ascarelli si recano in Germania per approfondire la questione del fentanyl e il commissario, confrontandosi con il collega Mark Grass, apprende che un camorrista durante un interrogatorio ha raccontato che Iodice è vivo e così inizia a credere all'ispettore. Nel frattempo Carmine viene ucciso nella sua palestra dagli scagnozzi di Iodice perché era venuto a sapere che gli aveva scattato delle foto senza che però lui le avesse consegnato all'amico ispettore.
- Guest: Carlo Pedersoli Jr. (sé stesso).
- Altri interpreti: Giuliana Guarino (Assuntina), Giuseppe Leoni (Miguel), Claudio Filippo (Juan), Arturo Scognamiglio (gestore discoteca), Antonio Buonocunto (Ciro Massa), Leonardo Damiani (Nino Apicella).

### Anema e core
Vincenzo piange l'amico Carmine al ritorno dalla Germania e s'insospettisce per l'assenza di Manuel il quale inizialmente non si fa trovare salvo poi farsi interrogare tranquillamente in commissariato dove minimizza il litigio avuto con Carmine prima della sua morte. Nel frattempo un ragazzo di nome Diego si presenta al commissariato per denunciare la scomparsa della madre, Arianna Longo, e quindi a Vincenzo viene affidato questo caso che verrà risolto in poco tempo: la donna era morta dissanguata mentre stava lavorando nella cucina di un hotel di lusso il cui direttore aveva poi fatto sparire il corpo. Il commissario viene premiato con l’atteso trasferimento all’antimafia e Vincenzo ci rimane male perché stava iniziando una relazione con lei. Palmieri intanto scopre da Manuel perché Carmine è stato ucciso e lo convince a consegnargli il boss garantendogli protezione. La Ascareli scopre che Carmine aveva consegnato una busta al vicequestore Ruotolo e lo affronta a muso duro sotto casa: il superiore ammette indirettamente di essere colluso ma le consiglia di fare finta di niente per evitare conseguenze. Il commissario localizza Palmieri con un gps e lo raggiunge nel capannone che Iodice ha appena scelto come nuovo nascondiglio. Qui l’ispettore, dopo aver neutralizzato diversi scagnozzi, affronta il boss il quale gli rivela di essere stato aiutato da sempre dal suo capo spiazzandolo; in quel momento accorre la Ascarelli che conferma. Arriva anche l’amante di Iodice che spara a Vincenzo ferendolo di striscio venendo uccisa dalla Ascarelli con un colpo in testa. Il boss riesce quindi a scappare mentre i due poliziotti uscendo dal capannone si imbattono nel vicequestore Ruotolo.
- Altri interpreti: Renato Coppola (Diego), Ciro Capano (Roberto Liguori), Josiana Costales (Luz Rubinos), Raffaele Ausiello (direttore hotel).

## Produzione
Le riprese della miniserie si sono svolte tra i mesi di febbraio e marzo 2024 a Napoli e dintorni.
Giuseppe Pedersoli, figlio di Bud Spencer, ha curato la produzione esecutiva e il soggetto della miniserie mentre suo figlio Carlo è apparso in un episodio interpretando se stesso in un incontro di MMA.

## Distribuzione
La miniserie è trasmessa su Sky Cinema Uno dal 2 al 23 dicembre 2024.

## Riconoscimenti
- Italian Global Series Festival
  - 2025 – Candidatura alla miglior serie comedy[7]
  - 2025 – Candidatura alla miglior sceneggiatura in una serie comedy a Alessandro Zullato, Anna Bottino, Costanza Cerasi, Edoardo Agostino Gino, Elena Bucaccio, Mario Ruggeri, Matteo Menduni, Silvia Leuzzi, Umberto Gnoli
  - 2025 – Candidatura alla miglior attrice protagonista in una serie comedy a Francesca Chillemi